# Merkspruch
Ein Merkspruch (auch Eselsbrücke, Merkreim, Merkvers, Lernspruch oder Ähnliches; seltener auch Eselsleiter;  lateinisch pons asinorum / pons asini) ist eine Mnemotechnik zum Einprägen von Informationen (Memorieren).
Dabei wird die assoziative Arbeitsweise des Gedächtnisses zum Merken von Fakten genutzt. Ein Merksatz, der einen ungewöhnlichen Sachverhalt ausdrückt, nutzt das visuelle, ein gereimter Merksatz oder Reimvers das akustische Gedächtnis. Bei einer Form von Merksatz verweisen dessen Anfangsbuchstaben auf eine geordnete Liste von Wörtern.
Eine ähnliche Funktion wie Merksprüche haben auch Merkbilder, die beim Erlernen der richtigen Schreibweise von Wörtern hilfreich sind.
Merksprüche zum Einprägen praktischer Lebensregeln werden als Spruchweisheit (griechisch Chrie) bezeichnet.

## Begriffsherkunft „Eselsbrücke“
Esel sind sehr wasserscheu und weigern sich beharrlich, selbst kleinste Wasserläufe zu durchwaten, auch wenn sie diese physisch leicht bewältigen könnten („sturer Esel“), denn ein Esel kann durch die spiegelnde Wasseroberfläche nicht erkennen, wie tief der Bach ist. Daher baute man ihnen in Furten kleine Brücken, die sogenannten „Eselsbrücken“.
Analog dazu ist eine sprichwörtliche Eselsbrücke ein Umweg oder besonderer Aufwand, der dennoch schneller – oder überhaupt erst – zum Ziel führt.
Außerdem geht ein Esel nicht über jede Brücke, denn er setzt seinen Huf nur auf jenen Untergrund, der ihm völlig geheuer erscheint. Er überquert nur eine Brücke, die ihm Sicherheit bietet. Somit steht die „Eselsbrücke“ auch für die Sicherheit.
In der mathematischen Literatur wird der Name Eselsbrücke verknüpft mit dem berühmten Basiswinkelsatz in der euklidischen Geometrie. Der bekannte Geometer Harold Scott MacDonald Coxeter schreibt dazu in Unvergängliche Geometrie: „Der Name Eselsbrücke (pons asinorum) für diesen berühmten Satz stammt vermutlich von der einer Brücke ähnlichen Gestalt der Figur in Euklid […] und von der Bemerkung, daß einer, der eine solche Brücke nicht überqueren kann, ein Esel sei […]“